# Dogofry (Kulikoró)
Dogofry es una ciudad y comuna del círculo de Nara, región de Kulikoró, Mali. Su población era de 34.336 habitantes en 2009.